# Microlinyphia zhejiangensis
Microlinyphia zhejiangensis är en spindelart som först beskrevs av Chen 1991.  Microlinyphia zhejiangensis ingår i släktet Microlinyphia och familjen täckvävarspindlar. Inga underarter finns listade i Catalogue of Life.